# 日本大学歯学部付属歯科病院
日本大学歯学部付属歯科病院（にほんだいがくしがくぶふぞくびょういん）は、東京都千代田区神田駿河台一丁目にある医療機関。同学部付属で歯科専門の大学病院である。略称は日大歯科病院。歯学部の本館の1～4階に所在する。

## 沿革
- 1916年4月 - 東洋歯科医学校創立
- 1917年3月 - 付属歯科診療所開設
- 1922年6月 - 同校を日本大学に合併、日本大学専門部歯科となる
- 1947年6月 - 日本大学歯学部設立
- 1964年3月 - 日本大学歯科病院として開設（後に現名称に変更）
- 2018年10月、隣接地である駿河台日本大学病院の跡地に本館を建設、新病院を開院

## 交通アクセス
- JR東日本中央線、総武線御茶ノ水駅より徒歩約2分
- 東京メトロ千代田線新御茶ノ水駅より徒歩約3分
- 東京メトロ丸ノ内線御茶ノ水駅より徒歩約5分